# Rico Washington
Enrico „Rico“ Aliceno Washington (* 30. Mai 1978 in Milledgeville, Georgia) ist ein ehemaliger professioneller US-amerikanischer Baseballspieler der Major League Baseball.

## Karriere
Washington Stammpositionen waren die des Pinch Hitters, des Third Baseman und des Outfielders. Washington wurde 1997 in der 10. Runde des MLB-Drafts von der Baseball-Organisation der Pittsburgh Pirates als Amateur verpflichtet. Er spielte im Alter von 30, nur eine Saison (2008) bei den St. Louis Cardinals mit der Trikot-Nummer 59.
2009 wechselte er zu den Uni-President 7-Eleven Lions, in der Taiwanesischen Baseball Liga Chinese Professional Baseball League
Sein Gehalt belief sich in der 2008er Saison auf schätzungsweise 390.000 USD.